# Mount Usborne
A Mount Usborne (spanyolul Cerro Alberdi) egy 705 m-es hegy Kelet-Falklandon, a Falkland-szigetek legmagasabb pontja. Nevét Alexander Burns Usborne-ról kapta, aki Charles Darwin HMS Beagle hajóján segédtiszt volt.
Az Usborne-hegyen gleccserkarikák maradványai láthatók. A Mount Usborne mindössze öt méterrel magasabb, mint a Mount Adam, Nyugat-Falkland legmagasabb csúcsa.
Mint a Falkland-szigetek egyik legmagasabb hegye, némi eljegesedésen ment keresztül. 